# カウアイヒトリツグミ
カウアイヒトリツグミ (Myadestes myadestinus) は、鳥綱スズメ目ツグミ科ヒトリツグミ属に分類される鳥類。

## 分布
アメリカ合衆国（カウアイ島）に分布していたが、絶滅した。

## 生態
全長20センチメートル。上面は濃灰褐色、下面は灰色。外側尾羽の先端には、白や黄白色の斑点が入る。
嘴はやや短く、色彩は黒い。後肢の色彩は黒褐色。
海岸から山地の森林にかけて生息していた。昆虫や果実などを食べていた。

## 人間との関係
19世紀までは、カウアイ島内でも一般的に観察できる種であったと報告されている。森林伐採による生息地の破壊や、人為的に移入された蚊による感染症の伝播により生息数が減少したと考えられている。低地林の破壊に伴い1920年代には山地林に生息域が限定されたが、人為的に移入されたブタによる植生の破壊および蚊の侵入、人為的に移入されたヨコバイ類Sophonia rufofasciaによる食物となる植生への被害などの影響も受けたと考えられている。ハリケーンの襲来によっても、植生の破壊や変化といった影響を受けたとされる。1985年の報告例からは確実な記録がなく、絶滅したと考えられている。1995年と1997年に調査が行われたが、本種は確認できなかった。1968 - 1973年における生息数は337羽、1984年における生息数は24羽と推定されていた。